# Värde Partners
Värde Partners, Inc. es una empresa de capital riesgo con sede en Minneapolis y fundada en 1993. La empresa invierte capital en todo el mundo a través de múltiples estrategias. Entre las principales actividades de Värde se incluyen las llamadas private equity o capital riesgo y opciones sobre activos. Värde Partners es una de las mayores administradoras de fondos y de hedge funds en el mundo. 

## Historia
Fundada en 1993, Värde es un gestor de fondos de inversión alternativa con más de $ 10.000 millones en activos bajo administración (2015). La palabra elegida para denominar a la empresa, värde, es una palabra sueca que significa "valor". La trayectoria de Värde Partners muestra su interés por el crédito directo a las empresas, o bien la adquisición de empresas en crisis y en situaciones excepcionales. Trabaja con una amplia gama de activos, incluidos los valores corporativos, créditos de consumo, los valores estructurados, bienes raíces y los bienes de equipo. Con oficinas principales en Minneapolis, Londres y Singapur, Värde Partners invierte en mercados de todo el mundo a través de oficinas secundarias en Barcelona, Dublín, Luxemburgo, Madrid, Milán, Nueva York, Sídney y Tokio.

## Cronología reciente
- 2013: En noviembre, Värde Partners se hace, junto al fondo Kennedy Wilson, con la división inmobiliaria del Banco Popular español, por un monto de 800 millones de euros.[1]
- 2016: En junio, Värde compra Aelca al Grupo Avintia por 50 millones de euros y lanza en España la promotora Dospuntos, en la que integrará la inmobiliaria del Grupo San José, la antigua Parquesol, también en su poder.[2] En agosto, Värde participa junto a otros nueve fondos en el rescate del gigante español Abengoa, inyectando una cantidad mancomunada de 1.170 millones de euros.[3] Asimismo, el 30 de junio adquiere por 400 millones el 51% de Bancopopular-e, la filial electrónica del Banco Popular, dando lugar a la entidad bancaria digital WiZink.[4]